# Segunda División Femenina de España 2020-21
La temporada 2020-21 es la XX edición de la Segunda División Femenina de España, denominada Reto Iberdrola por motivos de patrocinio, comenzará el 18 de octubre de 2020.

## Equipos

### Grupo Norte
| Subgrupo A                    | Subgrupo A                 |  | Subgrupo B        | Subgrupo B        |
| Equipo                        | Ciudad                     |  | Equipo            | Ciudad            |
| ----------------------------- | -------------------------- |  | ----------------- | ----------------- |
| Atlético de Madrid "B"        | Madrid                     |  | SE AEM            | Lérida            |
| CD Parquesol Patatas Meléndez | Valladolid                 |  | Athletic Club "B" | Bilbao            |
| CF Pozuelo de Alarcón         | Pozuelo de Alarcón         |  | UD Collerense     | Palma de Mallorca |
| Peluquería Mixta Friol        | Friol                      |  | Deportivo Alavés  | Vitoria           |
| Madrid CFF "B"                | San Sebastián de los Reyes |  | RCD Espanyol "B"  | Barcelona         |
| Real Oviedo                   | Oviedo                     |  | FC Barcelona "B"  | Barcelona         |
| CDE Racing Féminas            | Santander                  |  | CA Osasuna        | Pamplona          |
| Real Sporting de Gijón        | Gijón                      |  | CE Seagull        | Badalona          |
|                               |                            |  | Zaragoza CFF      | Zaragoza          |

### Grupo Sur
| Subgrupo A                 | Subgrupo A                |  | Subgrupo B                     | Subgrupo B             |
| Equipo                     | Ciudad                    |  | Equipo                         | Ciudad                 |
| -------------------------- | ------------------------- |  | ------------------------------ | ---------------------- |
| CD Juan Grande Ginelux     | San Bartolomé de Tirajana |  | CD Alba Fundación Femenino     | Albacete               |
| CP Cacereño Femenino       | Cáceres                   |  | Alhama CF                      | Alhama de Murcia       |
| Córdoba CF                 | Córdoba                   |  | CF Joventut Almassora          | Almazora               |
| Granada CF                 | Granada                   |  | Levante UD "B"                 | Valencia               |
| UD Granadilla Tenerife "B" | Granadilla de Abona       |  | Real Unión de Tenerife         | Santa Cruz de Tenerife |
| FF La Solana               | La Solana                 |  | CD Femarguín SPAR Gran Canaria | Mogán                  |
| Málaga CF                  | Málaga                    |  | UD Aldaia CF                   | Aldaya                 |
| CD Pozoalbense             | Pozoblanco                |  | Valencia CF "B"                | Valencia               |
|                            |                           |  | Villarreal C. F.               | Villarreal             |

## Liga regular

### Grupo Norte

#### Grupo Norte "A"
| Pos. | Equipo                      | Pts | PJ | PG | PE | PP | GF | GC | Dif. |
| ---- | --------------------------- | --- | -- | -- | -- | -- | -- | -- | ---- |
| 1.   | Atlético de Madrid "B"      | 28  | 14 | 8  | 4  | 2  | 26 | 14 | +12  |
| 2.   | Real Oviedo                 | 27  | 14 | 8  | 3  | 3  | 21 | 12 | +9   |
| 3.   | Madrid CFF "B"              | 21  | 14 | 6  | 3  | 5  | 16 | 16 | 0    |
| 4.   | CDE Racing Féminas          | 20  | 14 | 5  | 5  | 4  | 24 | 17 | +7   |
| 5.   | Real Sporting de Gijón      | 18  | 14 | 4  | 6  | 4  | 27 | 25 | +2   |
| 6.   | CD Parquesol                | 15  | 14 | 4  | 3  | 7  | 17 | 22 | -5   |
| 7.   | Club Peluquería Mixta Friol | 14  | 14 | 4  | 2  | 8  | 15 | 27 | -12  |
| 8.   | C.F. Pozuelo de Alarcón     | 11  | 14 | 3  | 2  | 9  | 12 | 25 | -13  |

Pts = Puntos; PJ = Partidos Jugados; G = Partidos Ganados; E = Partidos Empatados; P = Partidos Perdidos; GF = Goles a Favor; GC = Goles en Contra: Dif = Diferencia entre goles a favor y goles en contra 
Clasificación actualizada a 7 de marzo de 2021. Fuete: 
|  | Fase de Ascenso a Primera División          |
|  | Fase por la Permanencia en Segunda División |

#### Grupo Norte "B"
| Pos. | Equipo                  | Pts | PJ | PG | PE | PP | GF | GC | Dif. |
| ---- | ----------------------- | --- | -- | -- | -- | -- | -- | -- | ---- |
| 1.   | Deportivo Alavés        | 37  | 16 | 12 | 1  | 3  | 34 | 14 | +20  |
| 2.   | C.D.F. Osasuna Femenino | 34  | 16 | 10 | 4  | 2  | 35 | 18 | +17  |
| 3.   | FC Barcelona "B"        | 26  | 16 | 7  | 5  | 4  | 30 | 19 | +11  |
| 4.   | SE AEM                  | 25  | 16 | 7  | 4  | 5  | 28 | 16 | +12  |
| 5.   | C.E. Seagull            | 25  | 16 | 8  | 1  | 7  | 24 | 26 | -2   |
| 6.   | Zaragoza CFF            | 22  | 16 | 5  | 7  | 4  | 18 | 15 | +3   |
| 7.   | Athletic Club "B"       | 22  | 16 | 6  | 4  | 6  | 25 | 19 | +6   |
| 8.   | RCDE Espanyol "B"       | 7   | 16 | 2  | 1  | 13 | 12 | 52 | -40  |
| 9.   | UD Collerense           | 4   | 16 | 1  | 1  | 14 | 17 | 44 | -27  |

Pts = Puntos; PJ = Partidos Jugados; G = Partidos Ganados; E = Partidos Empatados; P = Partidos Perdidos; GF = Goles a Favor; GC = Goles en Contra: Dif = Diferencia entre goles a favor y goles en contra 
Clasificación actualizada a 7 de marzo de 2021. Fuente: 
|  | Fase de Ascenso a Primera División          |
|  | Fase por la Permanencia en Segunda División |

### Grupo Sur

#### Grupo Sur "A"
| Pos. | Equipo                        | Pts | PJ | PG | PE | PP | GF | GC | Dif. |
| ---- | ----------------------------- | --- | -- | -- | -- | -- | -- | -- | ---- |
| 1.   | CD Pozoalbense                | 30  | 14 | 10 | 0  | 4  | 23 | 11 | +12  |
| 2.   | Granada CF                    | 27  | 14 | 8  | 3  | 3  | 21 | 14 | +7   |
| 3.   | UD Granadilla Tenerife "B"    | 20  | 14 | 5  | 5  | 4  | 17 | 14 | +3   |
| 4.   | CP Cacereño Femenino          | 18  | 14 | 5  | 3  | 6  | 17 | 22 | -5   |
| 5.   | Córdoba CF                    | 17  | 14 | 5  | 2  | 7  | 15 | 20 | -5   |
| 6.   | Málaga CF                     | 16  | 14 | 4  | 4  | 6  | 22 | 23 | -1   |
| 7.   | CD Juan Grande                | 14  | 14 | 3  | 5  | 6  | 12 | 18 | -6   |
| 8.   | Quesos La Casota FF La Solana | 13  | 14 | 3  | 4  | 7  | 15 | 20 | -5   |

Pts = Puntos; PJ = Partidos Jugados; G = Partidos Ganados; E = Partidos Empatados; P = Partidos Perdidos; GF = Goles a Favor; GC = Goles en Contra: Dif = Diferencia entre goles a favor y goles en contra 
Clasificación actualizada a 28 de febrero de 2021. Fuente: 
|  | Fase de Ascenso a Primera División          |
|  | Fase por la Permanencia en Segunda División |

#### Resultados Grupo Sur A
| Local \ Visitante          | Cac | Cor | Gra | GrB | Jua | LSo | Mal | Poz |
| -------------------------- | --- | --- | --- | --- | --- | --- | --- | --- |
| CP Cacereño Femenino       | —   | 1–2 | 1–4 | 3–2 | 3–2 | 2–0 | 3–3 | 0–3 |
| Córdoba CF                 | 1–0 | —   | 0–1 | 1–0 | 1–1 | 1–1 | 1–3 | 1–2 |
| Granada CF                 | 1–0 | 1–0 | —   | 0–2 | 1–1 | 3–1 | 3–2 | 0–1 |
| UD Granadilla Tenerife "B" | 0–1 | 4–1 | 2–2 | —   | 2–0 | 0–0 | 2–0 | 0–4 |
| CD Juan Grande             | 1–1 | 2–0 | 1–0 | 0–0 | —   | 0–1 | 0–0 | 0–1 |
| FF La Solana               | 1–1 | 1–2 | 2–3 | 1–1 | 1–2 | —   | 2–3 | 3–1 |
| Málaga CF                  | 2–0 | 1–3 | 1–1 | 1–1 | 4–1 | 0–1 | —   | 1–2 |
| CD Pozoalbense             | 0–1 | 2–1 | 0–1 | 0–1 | 3–1 | 1–0 | 3–1 | —   |

#### Grupo Sur "B"
| Pos. | Equipo                       | Pts | PJ | PG | PE | PP | GF | GC | Dif. |
| ---- | ---------------------------- | --- | -- | -- | -- | -- | -- | -- | ---- |
| 1.   | Villarreal C. F.             | 41  | 16 | 13 | 2  | 1  | 38 | 11 | +27  |
| 2.   | C.D. Alba Fundación Femenino | 30  | 16 | 8  | 6  | 2  | 30 | 16 | +14  |
| 3.   | Alhama CF                    | 27  | 16 | 8  | 3  | 5  | 23 | 15 | +8   |
| 4.   | Real Unión de Tenerife       | 26  | 16 | 7  | 5  | 4  | 23 | 15 | +8   |
| 5.   | Levante U.D. "B"             | 19  | 16 | 5  | 4  | 7  | 21 | 30 | -9   |
| 6.   | U.D. Aldaia C.F.             | 16  | 16 | 4  | 4  | 8  | 21 | 31 | -10  |
| 7.   | CF Joventut Almassora        | 15  | 16 | 4  | 3  | 9  | 19 | 29 | -10  |
| 8.   | Valencia C. F. "B"           | 13  | 16 | 4  | 1  | 11 | 11 | 34 | -23  |
| 9.   | CD Femarguín                 | 12  | 16 | 2  | 6  | 8  | 14 | 19 | -5   |

Pts = Puntos; PJ = Partidos Jugados; G = Partidos Ganados; E = Partidos Empatados; P = Partidos Perdidos; GF = Goles a Favor; GC = Goles en Contra: Dif = Diferencia entre goles a favor y goles en contra 
Clasificación actualizada a 14 de marzo de 2021. Fuente: https://www.futbolme.com/resultados-directo/torneo/segunda-division-fem.-rfef-gr.sur-grupo-b/2660/]
|  | Fase de Ascenso a Primera División          |
|  | Fase por la Permanencia en Segunda División |

#### Resultados Grupo Sur B
| Local \ Visitante            | Alb | Ald | Alh | Fer | Jov | Lev | RUT | Val | Vll |
| ---------------------------- | --- | --- | --- | --- | --- | --- | --- | --- | --- |
| C.D. Alba Fundación Femenino | —   | 3–2 | 2–1 | 1–1 | 3–1 | 5–1 | 0–0 | 4–0 | 1–2 |
| U.D. Aldaia C.F.             | 2–2 | —   | 1–1 | 2–0 | 2–3 | 2–2 | 2–1 | 0–1 | 1–5 |
| Alhama CF                    | 1–0 | 2–0 | —   | 2–0 | 1–0 | 2–1 | 1–0 | 5–0 | 0–3 |
| CD Femarguín                 | 0–1 | 1–1 | 1–1 | —   | 2–0 | 1–2 | 1–1 | 3–0 | 2–3 |
| CF Joventut Almassora        | 0–0 | 4–2 | 2–0 | 1–1 | —   | 2–3 | 1–1 | 3–2 | 0–3 |
| Levante U.D. "B"             | 1–1 | 0–1 | 1–1 | 2–1 | 2–1 | —   | 1–1 | 1–3 | 1–3 |
| Real Unión de Tenerife       | 2–3 | 2–3 | 2–0 | 1–0 | 3–1 | 4–1 | —   | 1–0 | 2–0 |
| Valencia C.F. "B"            | 1–3 | 1–0 | 0–4 | 0–0 | 1–0 | 1–2 | 0–2 | —   | 1–2 |
| Villarreal CF                | 1–1 | 3–0 | 3–1 | 1–0 | 3–0 | 1–0 | 1–1 | 4–0 | —   |

## Segunda Fase

### Grupos Ascenso

#### Grupo Norte "C"
| Pos. | Equipo                 | Coef | Pts | PJ | PG | PE | PP | GF | GC | Dif. |
| 1.   | Deportivo Alavés       | 2,29 | 55  | 24 | 18 | 1  | 5  | 50 | 21 | +29  |
| 2.   | CA Osasuna             | 2,25 | 54  | 24 | 16 | 6  | 2  | 60 | 27 | +33  |
| 3.   | Real Oviedo            | 1,82 | 40  | 22 | 12 | 4  | 6  | 34 | 26 | +8   |
| 4.   | FC Barcelona "B"       | 1,71 | 41  | 24 | 12 | 5  | 7  | 47 | 26 | +21  |
| 5.   | SE AEM                 | 1,63 | 39  | 24 | 11 | 6  | 7  | 38 | 21 | +17  |
| 6.   | Atlético de Madrid "B" | 1,36 | 30  | 22 | 8  | 6  | 8  | 30 | 29 | +1   |
| 7.   | CDE Racing Féminas     | 1,32 | 29  | 22 | 8  | 5  | 9  | 29 | 33 | -4   |
| 8.   | Madrid CFF "B"         | 1,00 | 22  | 22 | 6  | 4  | 12 | 22 | 39 | -17  |

Coef = Coeficiente de puntos por partido;Pts = Puntos; PJ = Partidos Jugados; G = Partidos Ganados; E = Partidos Empatados; P = Partidos Perdidos; GF = Goles a Favor; GC = Goles en Contra: Dif = Diferencia entre goles a favor y goles en contra 
Clasificación actualizada a 30 de mayo de 2021. Fuente: 
|  | Ascenso a Primera División |

#### Resultados Grupo Norte C
| Local \ Visitante       | AEM | Alv | AtMB | BarB | MadB | Osa | Ovi | Rac |
| ----------------------- | --- | --- | ---- | ---- | ---- | --- | --- | --- |
| SE AEM                  | —   | 1–0 | 1–1  | 1–3  | 2–0  | 0–1 | 3–0 | 1–0 |
| Deportivo Alavés        | 2–1 | —   | 3–2  | 2–0  | 2–1  | 1–2 | 1–2 | 3–0 |
| Atlético de Madrid "B"  | 0–0 | 0–2 | —    | 0–3  | 1–1  | 0–2 | 4–0 | 1–1 |
| FC Barcelona "B"        | 1–0 | 2–3 | 3–1  | —    | 3–0  | 0–2 | 0–2 | 4–0 |
| Madrid CFF "B"          | 1–3 | 1–3 | 1–2  | 1–3  | —    | 2–2 | 1–0 | 2–1 |
| C.D.F. Osasuna Femenino | 2–1 | 1–1 | 1–0  | 1–1  | 5–0  | —   | 3–1 | 3–1 |
| Real Oviedo             | 2–0 | 0–2 | 1–0  | 2–1  | 5–1  | 4–4 | —   | 1–1 |
| CDE Racing Féminas      | 1–0 | 1–0 | 2–4  | 1–0  | 2–0  | 1–5 | 0–1 | —   |

#### Grupo Sur "C"
| Pos. | Equipo                 | Coef | Pts | PJ | PG | PE | PP | GF | GC | Dif. |
| ---- | ---------------------- | ---- | --- | -- | -- | -- | -- | -- | -- | ---- |
| 1.   | Villarreal CF          | 2,29 | 55  | 24 | 17 | 4  | 3  | 56 | 19 | +37  |
| 2.   | Fundación Albacete     | 2,04 | 49  | 24 | 14 | 7  | 3  | 49 | 27 | +22  |
| 3.   | Granada CF             | 1,95 | 43  | 22 | 12 | 7  | 3  | 37 | 23 | +14  |
| 4.   | CD Pozoalbense         | 1,68 | 37  | 22 | 12 | 1  | 9  | 35 | 29 | +6   |
| 5.   | Alhama CF              | 1,67 | 40  | 24 | 11 | 7  | 6  | 35 | 22 | +13  |
| 6.   | Real Unión de Tenerife | 1,50 | 36  | 24 | 10 | 6  | 8  | 32 | 27 | +5   |
| 7.   | Cáceres CFF            | 1,14 | 25  | 22 | 7  | 4  | 11 | 24 | 42 | -18  |
| 8.   | UDG Tenerife "B"       | 1,00 | 22  | 22 | 5  | 7  | 10 | 20 | 25 | -5   |

Coef = Coeficiente 
de puntos  por partido;Pts = Puntos; PJ = Partidos Jugados; G = Partidos Ganados; E = Partidos Empatados; P = Partidos Perdidos; GF = Goles a Favor; GC = Goles en Contra: Dif = Diferencia entre goles a favor y goles en contra 
Clasificación actualizada a 30 de mayo de 2021. Fuente: 
|  | Ascenso a Primera División |

#### Resultados Grupo Sur C
| Local \ Visitante            | Alb | Alh | Cac | Gra | GrB | Poz | RUT | Vll |
| ---------------------------- | --- | --- | --- | --- | --- | --- | --- | --- |
| C.D. Alba Fundación Femenino | —   | 2–1 | 2–1 | 1–3 | 2–1 | 5–3 | 0–0 | 1–2 |
| Alhama CF                    | 1–0 | —   | 4–0 | 0–0 | 1–1 | 3–3 | 1–0 | 0–3 |
| Cáceres CFF                  | 1–3 | 1–0 | —   | 1–4 | 3–2 | 0–3 | 3–1 | 0–5 |
| Granada CF                   | 2–2 | 2–2 | 1–0 | —   | 0–2 | 0–1 | 2–0 | 2–1 |
| UD Granadilla Tenerife "B"   | 0–1 | 0–1 | 0–1 | 2–2 | —   | 0–4 | 1–2 | 0–3 |
| CD Pozoalbense               | 0–3 | 0–1 | 0–1 | 0–1 | 0–1 | —   | 2–1 | 0–2 |
| Real Unión de Tenerife       | 2–3 | 2–0 | 1–1 | 1–3 | 1–0 | 2–0 | —   | 2–0 |
| Villarreal CF                | 1–1 | 3–1 | 4–0 | 2–2 | 0–0 | 1–4 | 1–1 | —   |

### Grupos Descenso

#### Grupo Norte "D"
| Pos. | Equipo                      | Coef | Pts | PJ | PG | PE | PP | GF | GC | Dif. |
| ---- | --------------------------- | ---- | --- | -- | -- | -- | -- | -- | -- | ---- |
| 1.   | C.E. Seagull                | 1,79 | 43  | 24 | 13 | 4  | 7  | 43 | 34 | +9   |
| 2.   | Zaragoza CFF                | 1,71 | 41  | 24 | 11 | 8  | 5  | 34 | 23 | +11  |
| 3.   | Athletic Club "B"           | 1,54 | 37  | 24 | 11 | 4  | 9  | 41 | 29 | +12  |
| 4.   | CD Parquesol                | 1,08 | 26  | 24 | 7  | 5  | 12 | 31 | 41 | -10  |
| 5.   | Real Sporting de Gijón      | 1,04 | 25  | 24 | 5  | 10 | 9  | 43 | 48 | -5   |
| 6.   | RCDE Espanyol "B"           | 1,00 | 24  | 24 | 7  | 3  | 14 | 27 | 60 | -33  |
| 7.   | C.F. Pozuelo de Alarcón     | 0,88 | 21  | 24 | 6  | 3  | 15 | 22 | 42 | -20  |
| 8.   | UD Collerense               | 0,75 | 18  | 24 | 5  | 3  | 16 | 35 | 60 | -25  |
| 9.   | Club Peluquería Mixta Friol | 0,63 | 15  | 24 | 4  | 3  | 17 | 25 | 52 | -27  |

Coef = Coeficiente de puntos por partido; Pts = Puntos; PJ = Partidos Jugados; G = Partidos Ganados; E = Partidos Empatados; P = Partidos Perdidos; GF = Goles a Favor; GC = Goles en Contra: Dif = Diferencia entre goles a favor y goles en contra 
Clasificación actualizada a 30 de mayo de 2021. Fuente: 
|  | Descenso a Primera Nacional |

#### Resultados Grupo Norte D
| Local \ Visitante           | AthB | Col | EspB | Par | PMF | Poz | Sea | Spo | Zar |
| --------------------------- | ---- | --- | ---- | --- | --- | --- | --- | --- | --- |
| Athletic Club "B"           | —    | 4–0 | 4–0  | 4–2 | 2–1 | 1–2 | 1–2 | 1–0 | 1–1 |
| UD Collerense               | 1–1  | —   | 1–2  | 0–4 | 3–2 | 1–2 | 2–1 | 4–1 | 2–3 |
| RCDE Espanyol "B"           | 0–3  | 2–1 | —    | 2–3 | 2–0 | 2–0 | 1–2 | 3–2 | 0–2 |
| CD Parquesol                | 2–1  | 0–2 | 1–1  | —   | 1–2 | 1–2 | 2–2 | 2–1 | 0–4 |
| Club Peluquería Mixta Friol | 1–3  | 2–2 | 0–1  | 2–1 | —   | 0–1 | 1–2 | 3–4 | 2–3 |
| C.F. Pozuelo de Alarcón     | 0–3  | 1–2 | 2–2  | 1–3 | 1–3 | —   | 1–3 | 3–3 | 1–0 |
| C.E. Seagull                | 1–2  | 2–1 | 8–0  | 2–0 | 5–0 | 1–0 | —   | 2–2 | 1–0 |
| Real Sporting de Gijón      | 2–1  | 4–4 | 0–2  | 2–2 | 3–1 | 3–0 | 2–2 | —   | 2–2 |
| Zaragoza CFF                | 1–0  | 1–0 | 3–0  | 1–0 | 2–1 | 2–1 | 0–1 | 2–1 | —   |

#### Grupo Sur "D"
| Pos. | Equipo                        | Coef | Pts | PJ | PG | PE | PP | GF | GC | Dif. |
| ---- | ----------------------------- | ---- | --- | -- | -- | -- | -- | -- | -- | ---- |
| 1.   | CD Juan Grande                | 1,50 | 36  | 24 | 10 | 6  | 8  | 29 | 26 | +3   |
| 2.   | Córdoba CF                    | 1,50 | 36  | 24 | 10 | 6  | 8  | 36 | 34 | +2   |
| 3.   | Quesos La Casota FF La Solana | 1,29 | 31  | 24 | 8  | 7  | 9  | 27 | 28 | -1   |
| 4.   | CD Femarguín                  | 1,13 | 27  | 24 | 6  | 9  | 9  | 26 | 23 | +3   |
| 5.   | CF Joventut Almassora         | 1,13 | 27  | 24 | 7  | 6  | 11 | 33 | 42 | -9   |
| 6.   | Levante U.D. "B"              | 1,08 | 26  | 24 | 7  | 5  | 12 | 31 | 43 | -12  |
| 7.   | U.D. Aldaia C.F.              | 0,92 | 22  | 24 | 5  | 7  | 12 | 24 | 38 | -14  |
| 8.   | Málaga CF                     | 0,83 | 20  | 24 | 4  | 8  | 12 | 30 | 40 | -10  |
| 9.   | Valencia C. F. "B"            | 0,75 | 18  | 24 | 5  | 3  | 16 | 19 | 55 | -36  |

Coef = Coeficiente de puntos por partido; Pts = Puntos; PJ = Partidos Jugados; G = Partidos Ganados; E = Partidos Empatados; P = Partidos Perdidos; GF = Goles a Favor; GC = Goles en Contra: Dif = Diferencia entre goles a favor y goles en contra 
Clasificación actualizada a 30 de mayo de 2021. Fuente: 
|  | Descenso a Primera Nacional |

#### Resultados Grupo Sur D
| Local \ Visitante             | Ald | Cor | Fer | Jov | Jua | Lev | LSo | Mal | Val |
| ----------------------------- | --- | --- | --- | --- | --- | --- | --- | --- | --- |
| U.D. Aldaia C.F.              | —   | 0–0 | 2–0 | 2–3 | 0–1 | 2–2 | 0–0 | 2–2 | 0–1 |
| Córdoba CF                    | 1–0 | —   | 0–0 | 2–2 | 1–1 | 3–1 | 1–1 | 1–3 | 5–2 |
| CD Femarguín                  | 1–1 | 4–0 | —   | 2–0 | 0–0 | 1–2 | 1–2 | 2–0 | 3–0 |
| CF Joventut Almassora         | 4–2 | 2–2 | 1–1 | —   | 2–0 | 2–3 | 2–1 | 3–3 | 3–2 |
| CD Juan Grande                | 2–0 | 2–0 | 1–2 | 3–0 | —   | 2–1 | 0–1 | 0–0 | 2–0 |
| Levante U.D. "B"              | 0–1 | 3–4 | 2–1 | 2–1 | 0–2 | —   | 3–0 | 1–0 | 1–3 |
| Quesos La Casota FF La Solana | 1–0 | 1–2 | 1–1 | 1–0 | 1–2 | 2–1 | —   | 2–3 | 4–0 |
| Málaga CF                     | 0–1 | 1–3 | 0–2 | 1–3 | 4–1 | 0–0 | 0–1 | —   | 1–2 |
| Valencia C.F. "B"             | 1–0 | 0–4 | 0–0 | 1–0 | 3–4 | 1–2 | 0–0 | 1–1 | —   |